# Blume 2000

Logo 2016

Logo 2010

Die Blume 2000 SE (Eigenschreibweise BLUME2000) ist ein deutsches Unternehmen mit Sitz in Norderstedt, das mit Blumen und Zierpflanzen handelt.

## Profil

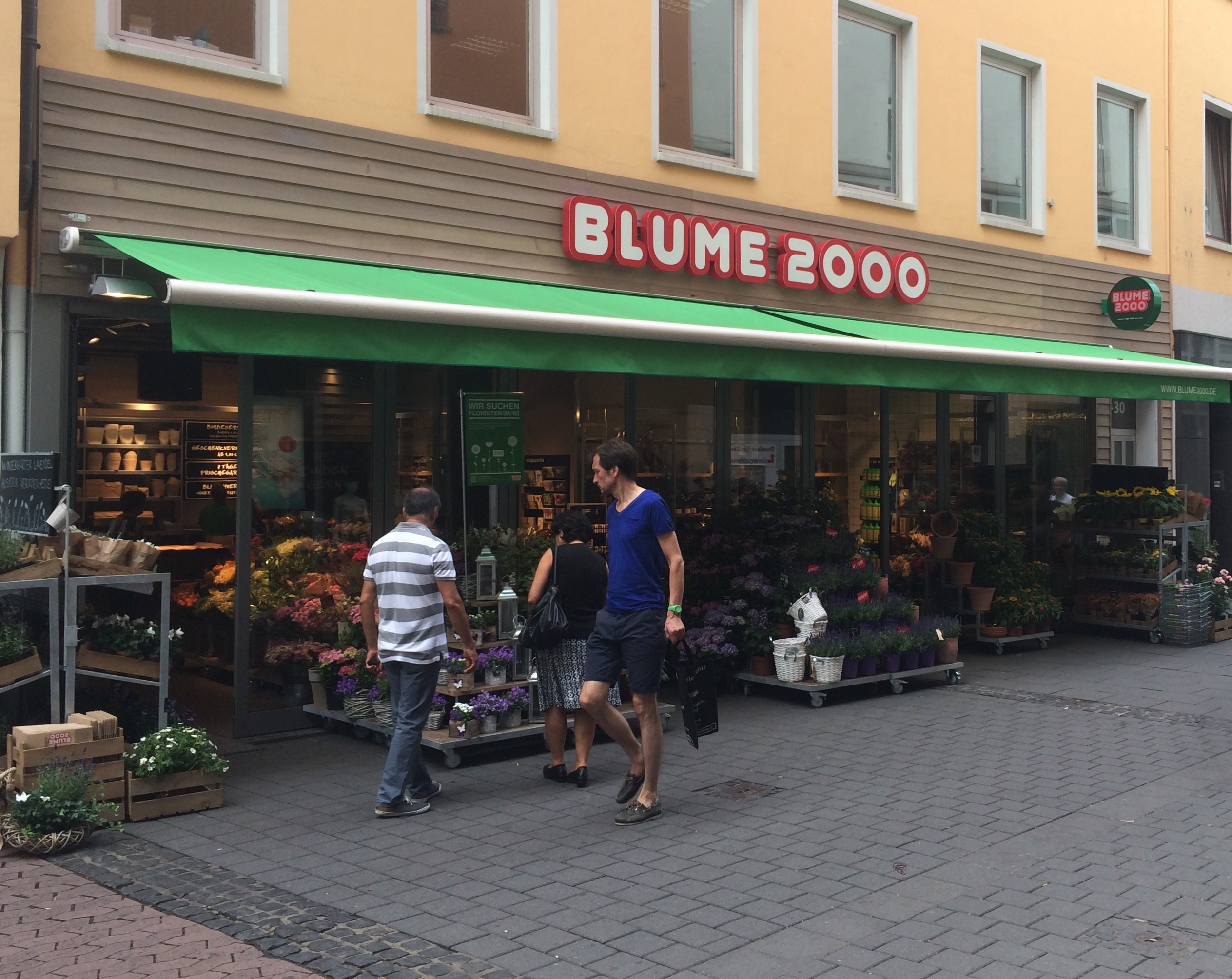
Blume-2000-Filiale

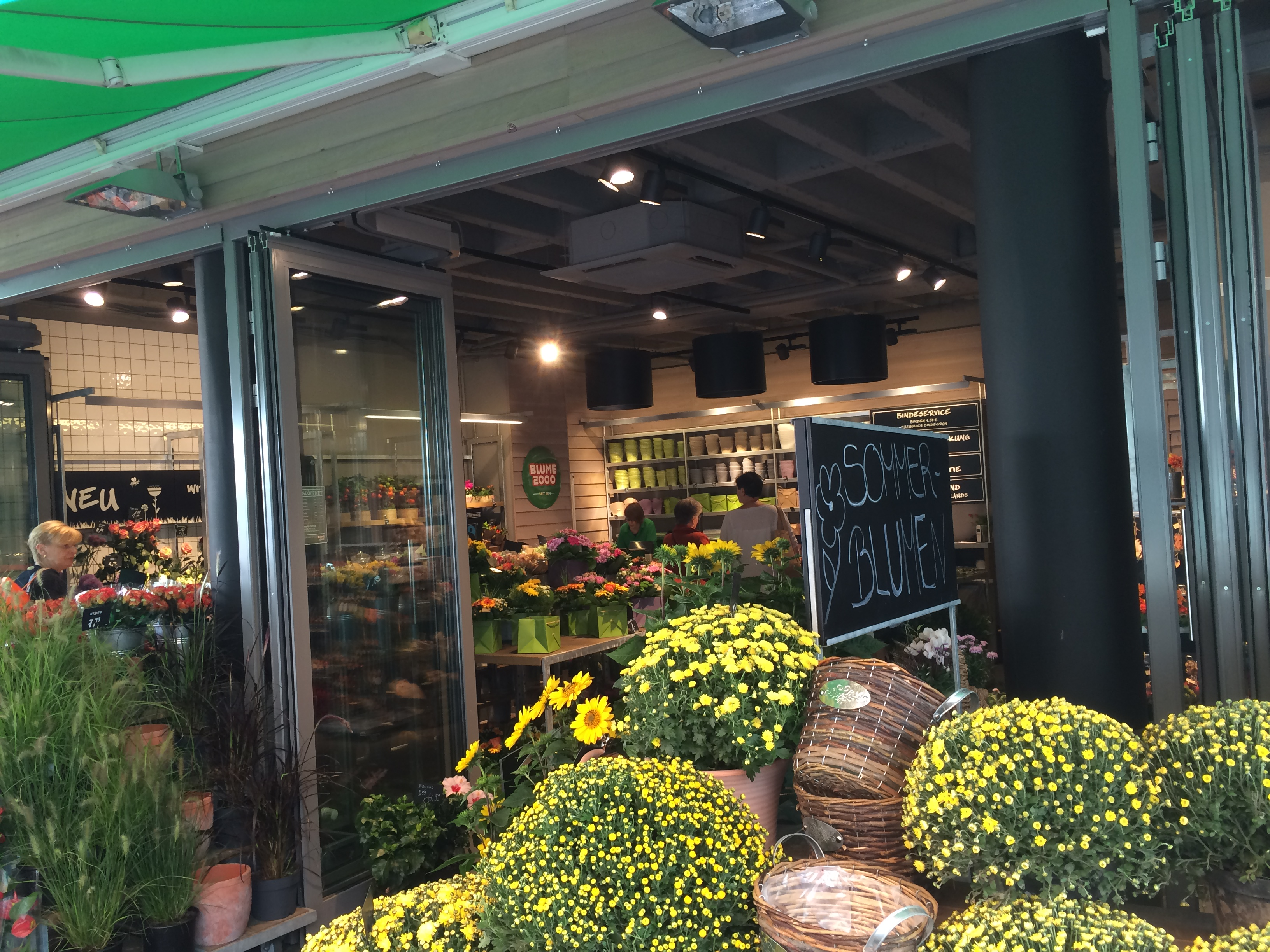
Inneneinrichtung einer Filiale

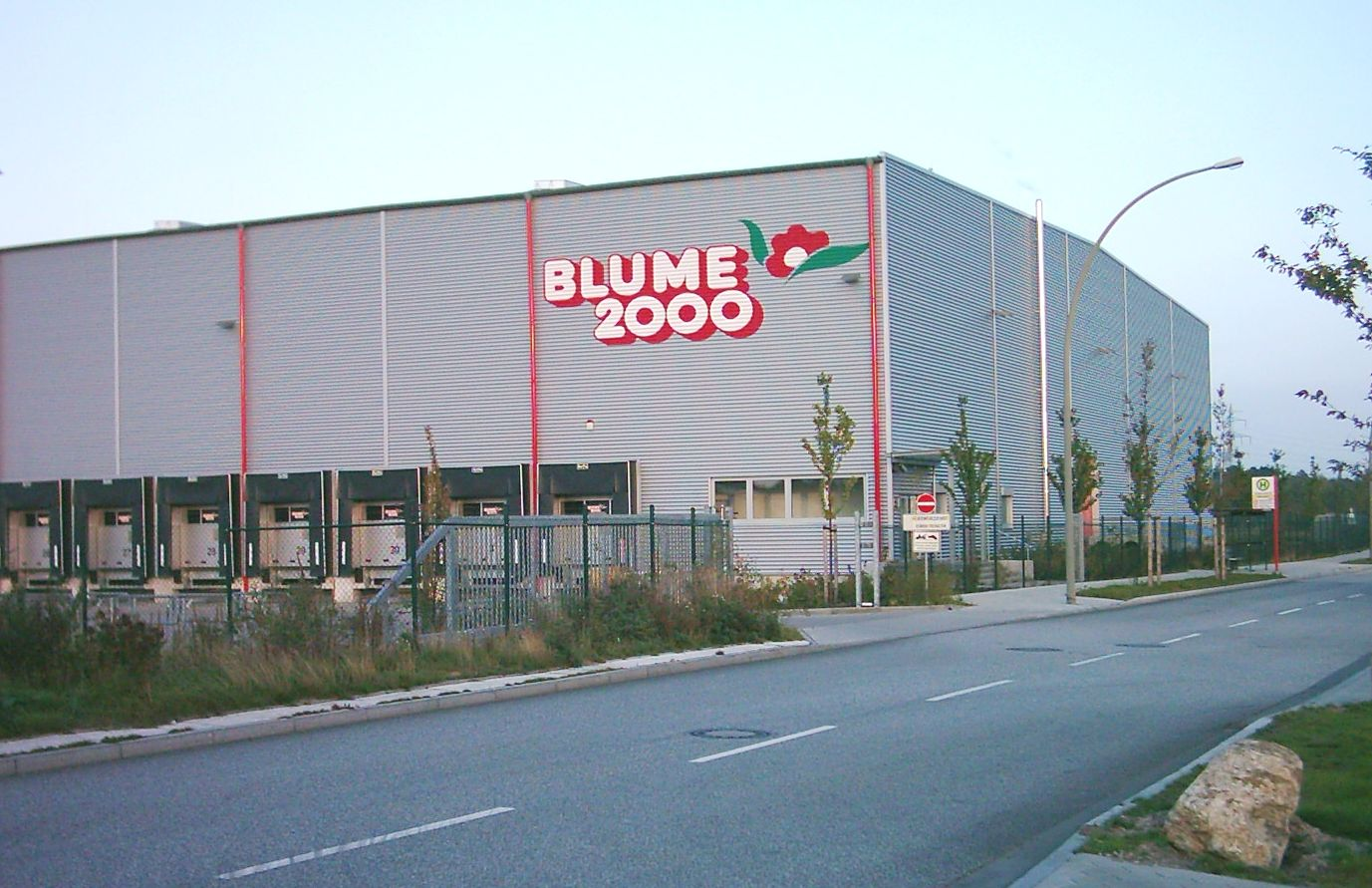
Logistikzentrum in Hamburg-Hausbruch

Mit der Gründung des Unternehmens im Januar 1974 führte Blume 2000 nach eigenen Angaben als erster Blumenhändler in Deutschland die Selbstbedienung für Kunden in seinen Läden ein. Das Selbstbedienungskonzept ist auch heute elementarer Bestandteil der Geschäftspolitik des Unternehmens.
Der Namensbestandteil „2000“ ist ein Rückgriff auf den ehemaligen Postleitzahlenbereich Hamburgs. Im dortigen Stadtbezirk Altona wurde die erste Filiale eröffnet. Neben den in Eigenregie betriebenen Filialen entwickelte das Unternehmen zusätzlich ein Franchisesystem. Im Jahr 1991 eröffnete der erste selbstständig tätige Franchisenehmer eine Filiale in Frankfurt (Oder). Blume 2000 ist Mitglied im Deutschen Franchise-Verband und gehörte im Jahr 2014 nach Anzahl der Betriebe zu den Top-20-Franchise-Unternehmen in Deutschland. Die Franchisenehmer übernehmen in der Regel eingeführte Läden mit festem Kundenstamm.
Das Unternehmen operiert im Niedrigpreissegment und ist schwerpunktmäßig in den vier großen Regionen Nord, Berlin, Rhein/Main und Weimar mit Filialen vertreten. Die Franchise-Systemzentrale ist in Norderstedt angesiedelt, die Logistikzentrale in Hamburg-Hausbruch, wo auch zentral kommissioniert wird. Von der Logistikzentrale aus werden weitere drei regionale Niederlassungen mit insgesamt über 210 Filialen beliefert, darunter ca. 85 von Franchisenehmern betriebene Filialen.
Im Jahr 2002 erwirtschaftete Blume 2000 einen Umsatz von über 110 Mio. Euro.
Das Schwesterunternehmen Blume 2000 New Media AG, eine vollkonsolidierte Tochtergesellschaft der Topp Holding AG, betreibt seit 1999 den Onlineshop blume2000.de und ist der ausführende Vertragspartner für den Blumenservice von Tchibo, der Weinhandelskette Hawesko (Hanseatisches Wein- und Sekt-Kontor) und anderen Vertragspartnern.
Unternehmensinterne Dienstleistungen erbringen die Blume 2000 Systems GmbH & Co. KG und die Blume 2000 Concept GmbH, die beide zum Konzern der Topp Holding AG gehören.
Eine Schwestergesellschaft von Blume 2000 ist bloominess N.V. in Aalsmeer-Kudelstaart/Niederlande, die Blume 2000 mit Sträußen, Blumengebinden und Gestecken beliefert. Bloominess wurde 1996 als Joint Venture von Blume 2000 mit dem niederländischen Unternehmen OZ Export gegründet. Die Verbindung wurde jedoch aufgrund der zum Jahresanfang 2009 erfolgten Fusion der OZ Group mit der Van Duijn Group zur Dutch Flower Group beendet. Seither wuchs Bloominess durch Partnerschaften mit einer finnischen und einer dänischen Blumenladenkette. Zur Herstellung floristischer Produkte besteht die polnische Tochtergesellschaft bloominess Polska mit Sitz in Ośno Lubuskie.
Außerdem kooperiert Blume 2000 mit der norwegischen Selbstbedienungs-Blumenladenkette Mester Grønn. Seit dem ersten Halbjahr 2014 ist Mester Grønn Mitgesellschafter von Bloominess.
Seit 2014 setzt Blume 2000 verstärkt auf eine Umpositionierung vom Blumendiscounter zu einem Blumenfachgeschäft, um sich von starken Konkurrenten wie großen Lebensmittelmärkten, Tankstellen und Baumärkten abzusetzen. Das neue Ladenkonzept stellt den Service in den Mittelpunkt. Das Unternehmen konzentriert sich daher in den letzten Jahren vermehrt auf nachhaltigen Anbau – laut eigenen Angaben stammen rund 40 Prozent der Topfpflanzen aus der Region und importierte Schnittblumen aus zertifizierten Farmen in Südamerika und Afrika – sowie die Einstellung zahlreicher Floristen. Seit 2013 ist Blume 2000 Mitglied bei der niederländischen Umweltstiftung MPS. Die Stiftung achtet durch die Kontrolle der Bereiche Energie, Dünger, Müll, Pflanzenschutzmittel und Wasser auf den sozialverträglichen Anbau der Pflanzenprodukte und vergibt dafür Zertifikate.

## Bewertungen
Im Jahre 2002 wurde Blume 2000 von der Redaktion des Wirtschafts-Magazins Impulse zum Franchise-Geber des Jahres ernannt.
Vom Verbrauchermagazin Öko-Test erhielt Blume 2000 im Mai 2004 das Testurteil „sehr gut“. Dieser Test sagt noch nichts über die ökologische Qualität des Anbaus der Blumen aus, da hier lediglich der Internet-Service mit der Pünktlichkeit und Qualität (Beschaffenheit der Sträuße) getestet wurde, jedoch keine Schadstoffbelastung etc. Zumindest alle Rosen von Blume 2000 kamen zeitweise von Plantagen mit dem Flowerlabel-Siegel. Die Organisation, die das Siegel vergibt, ist jedoch nicht mehr aktiv.
In einem Test der Computer Bild (Ausgabe 3/2007) wurde jedoch – wie bei fast allen getesteten Blumenversendern – die Qualität der gelieferten Blumensträuße bemängelt (Zitat: „das lag an dem grünen Beiwerk, das schon bei der Lieferung nicht mehr frisch war. […] Die Haltbarkeit der gelieferten Ware war sehr unterschiedlich. Während einer der Sträuße […] frisch blieb, war der andere bereits nach zwei Tagen verwelkt.“). Als Gesamtnote wurde „ausreichend“ (3,52) vergeben.
Ein Test von Rosensträußen durch die Stiftung Warentest, veröffentlicht im Februar 2007 in Test, ergab ebenfalls deutlich schlechtere Noten für Blume 2000 (Haltbarkeit: ausreichend, Note 3,9; Aussehen beim Kauf: befriedigend, Note 3,3) und stellte (wie allerdings bei allen Anbietern) Rückstände von Pflanzenschutzmitteln trotz Flowerlabel-Siegel fest.